# Lemophagus errabundus
Lemophagus errabundus är en stekelart som först beskrevs av Johann Ludwig Christian Gravenhorst 1829.  Lemophagus errabundus ingår i släktet Lemophagus och familjen brokparasitsteklar. Inga underarter finns listade i Catalogue of Life.